# Ablandador

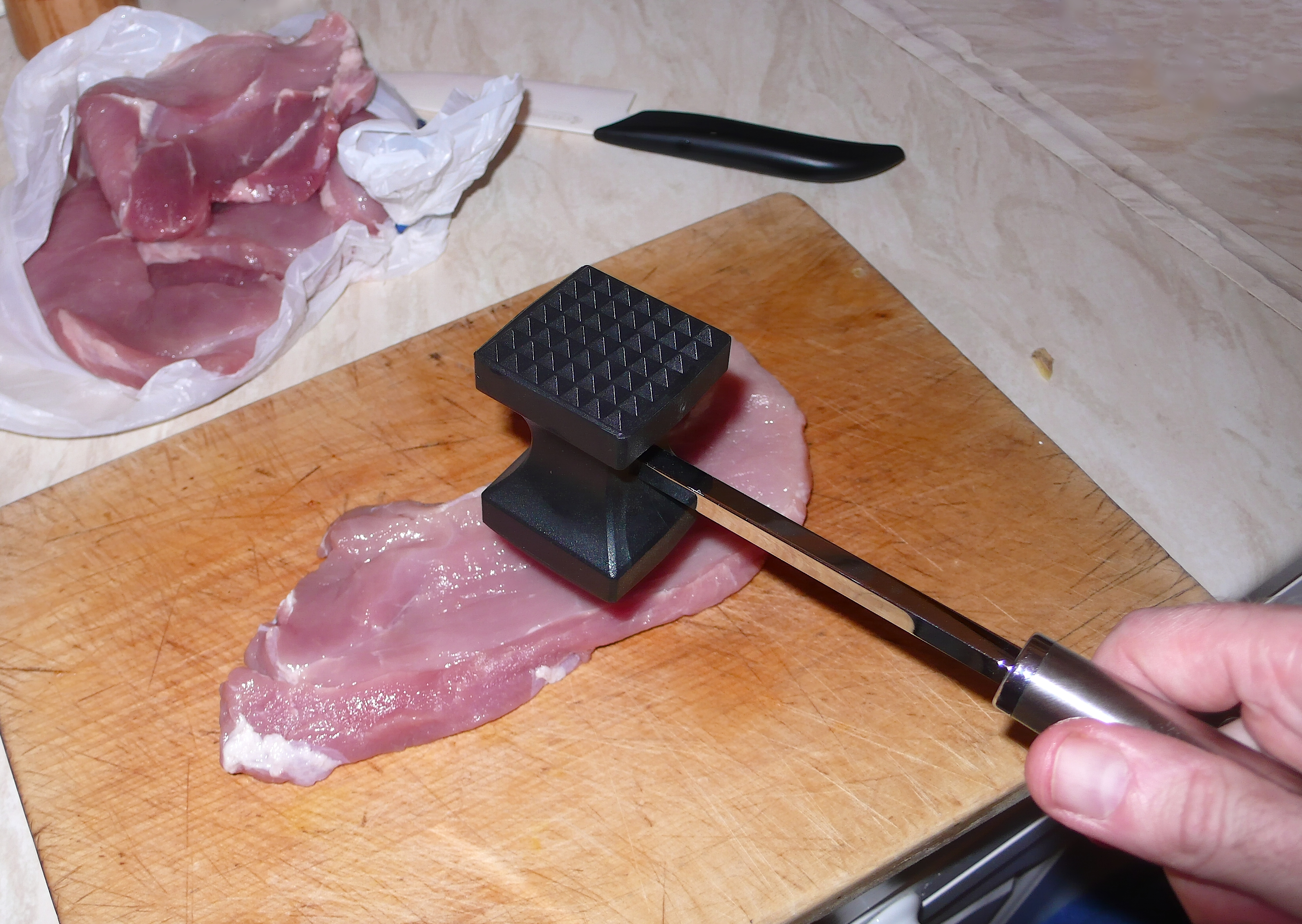
Ablandador en acción sobre un corte de carne en una tabla de cortar.

Un ablandador, martillo de cocina, mazo de carne o espalmador es un utensilio de cocina empleado para ablandar la carne antes de cocinarla.
Generalmente parece un martillo. Está hecho de metal o madera, con un mango corto y una gran cabeza, a veces hueca, típicamente cuadrada. Tiene filas de pequeños picos o puntas en los extremos. Al golpear la carne con el mazo se ablandan las fibras, haciendo que la carne sea más tierna y fácil de masticar y digerir. Es útil cuando se cocinan cortes de carne particularmente duros, y resulta adecuado cuando estos se hacen a la parrilla o fritos. También se emplea en platos como la schnitzel o el chicken fried steak para aplanar la carne.